# Йост Амман
Йост Амман (нім. Jost Amman; 13 червня 1539 року, Цюрих — 17 березня 1591 року,Нюрнберг) — швейцарський художник і гравер Північного Відродження XVI століття, визнаний майстер книжкової ілюстрації та ксилографії.

## Біографія
Перші роботи Йоста Аммана були ви́готовлені на замовлення книготорговця Фрошавера. Його картин і малюнків збереглося небагато; значно більше його гравюр на міді та дереві, створених головним чином для фірми Зигмунда Фейєрабенда в місті Франкфурті-на-Майні. 
У 1560 році Амман переселився до німецького міста славних ремісничих і художніх традицій — Нюрнберга, батьківщини Альбрехта Дюрера. В Нюрнберзі він був учнем і помічником німецького художника, майстра гравюри різцем на міді та на дереві, рисувальника-орнаменталіста Віргіля Золіса. Потім Амман співпрацював з Вергілем Золісом та іншими художниками в техніці ксилографії та офорту. Художник — автор декількох сотень гравюр на міді, ще значніше число його гравюр на дереві, хоча не всі з них створені самостійно.
У другій половині XVI століття картини Йоста Аммана й оформлені ним книги були надзвичайно популярні і витримали безліч перевидань. Серед них книги з ксилографіями з геральдики, історичного змісту, медичні та природничі трактати.
Його твори за своєю правдивістю, і через властиву їм характерності розуміння зображуваного представляють неоціненний матеріал для вивчення старовинного народного побуту німців. Кращі з його творів: портрети Ганса Сакса, адмірала Коліньї, Іоанна Нейдерфер і ін., гравірування на міді; з гравюр на дереві: зображення одягу, зброї і родовідні книги, ілюстрації та ін.
Йост Амман помер в місті Нюрнберг 17 березня 1591 року

## Творчість
Художник працював у багатьох областях. Його картини, гравюри оформлені ним книги були надзвичайно популярнію Особливо часто перевидавались книги з ксилографіями з геральдики, історичного змісту, та природничі трактати.
Роботи Аммана визначаються своєю правдивістю, реалістичності зображення, тому є важливими для вивчення старовинного народного побуту німців.